# La Championne du collège
Pour plus de détails, voir Fiche technique et Distribution.
La Championne du collège (L'insegnante balla... con tutta la classe) est une comédie érotique italienne réalisée par Giuliano Carnimeo et sortie en 1979.
Ce film est le premier de la série des « L'insegnante » (après L'insegnante, L'insegnante va in collegio, L'insegnante viene a casa) à ne pas avoir Edwige Fenech dans le rôle principal. Il est considéré comme le film ayant révélé Nadia Cassini.

## Synopsis
Au lycée Fratelli Bandiera de Prato, le professeur Claudia Gambetti enseigne la gymnastique avec sa propre méthode gymnastique-hygiénique-rythmique, basée sur la danse. Le directeur, recueillant les protestations du corps enseignant, auquel ne se joint pas le professeur Mezzoponte de littérature italienne et autochtone, voudrait arrêter Claudia. Cependant, il finit par se laisser convaincre par elle, une fille particulièrement séduisante, de prendre lui-même des leçons particulières. Les garçons, envieux de leurs compagnons et attirés par Gambetti, s'arrangent pour piéger Martorelli, qu'ils envoient à l'hôpital avec deux jambes cassées, et profitent à leur tour des leçons de Claudia. Pendant ce temps, le directeur, mal conseillé par le concierge Anacleto, joue aux courses et perd une importante somme reçue du CONI pour subventionner l'organisation de l'équipe de basket-ball des étudiants. Anacleto, pour réparer son erreur, a une idée géniale qui consiste à faire participer l'institutrice et Mauro Bertarelli, son élève le plus en forme, à un concours de danse, organisé à la discothèque joi joi de Pratilia, à Prato. Claudia et Mauro gagnent deux millions, ce qui renfloue la trésorerie de l'école. Daniela, la petite amie de Mauro, finit par démissionner. Mais le temps presse et l'équipe de basket-ball, mal préparée, s'apprête à affronter une équipe représentative de l'URSS. Une fois de plus, Claudia et les élèves se lancent dans une interminable soirée pour éliminer les champions bolchéviques. Pour l'occasion, le maladroit professeur Mezzoponte trompe le gigantesque entraîneur de l'équipe adverse.

## Fiche technique
- Titre original : L'insegnante balla... con tutta la classe[2]
- Titre français : La Championne du collège[3]
- Réalisation : Giuliano Carnimeo
- Scénario : Carlo Veo
- Photographie : Sebastiano Celeste (it)
- Montage : Alberto Moriani (it)
- Musique : Walter Rizzati et Gianni Ferrio
- Production : Gianfranco Couyoumdjian (it), Fabrizio De Angelis
- Société de production : Flora Film, Fulvia Film
- Pays d'origine :  Italie
- Langue originale : italien
- Format : couleur - 1,85:1 - Son mono
- Genre : comédie érotique italienne
- Durée : 90 minutes
- Dates de sortie : 
  - Italie : 16 mars 1979
  - France : 1er avril 1981

## Distribution
- Nadia Cassini : Professeur Claudia Gambetti
- Lino Banfi : Professeur Mezzoponte
- Alvaro Vitali : Anacleto Petruccio
- Paola Morra : Daniela
- Maurizio Interlandi : Mauro Bertarelli
- Francesca Romana Coluzzi : Entraîneur russe
- Mario Carotenuto : directeur de Fiorontori
- Renzo Montagnani : Professeur Martorelli
- Adriana Facchetti : professeur de mathématiques
- Stefano Amato : Adamo Adami
- Maria Tedeschi : masseuse
- Sergio Forconi : boucher
- Maria Grazia Smaldone : étudiante
- Nicoletta Piersanti : étudiante
- Francesca Reggiani : étudiante danseuse